# メキシコ南部地震 (2012年3月)
メキシコ南部地震（メキシコなんふじしん、2012 Guerrero–Oaxaca earthquake）は、2012年3月20日12時02分（メキシコ中部時間、UTC-6）にメキシコ南部で発生したマグニチュード 7.4 MW（7.93 ML）の地震である。震源はゲレーロ州とオアハカ州の州境付近、震源の深さは10-20 km。メキシコシティやグアテマラなど数百キロ離れた地点でも揺れを観測した。

## 震源
メキシコの国立地震学サービス(NSS)によると、震源はゲレーロ州オメテペク市の北東17km、ソチストラウアカ、トラコアチストラウアカ、サクアルパンの町から5km以内の地点。アメリカ地質調査所(USGS)はオアハカ州サン・ファン・カカウアテペク市の北西6km、オメテペク市の東25kmと報告している。震源の深さは、NSSは10km、USGSは20kmと報告している。

## 被害
数百戸の建物が損壊する被害が出た。地震発生時、バラク・オバマの長女のマリアがオアハカ州で休暇を過ごしていたが、無事が確認されている。